# Llista d'espècies de cicloctènids
Aquesta és la llista d'espècies de cicloctènids, una família d'aranyes araneomorfes descrita per primera vegada per Eugène Simon l'any 1898. La llista conté la informació recollida fins al 17 de setembre de 2000 i hi ha citats 5 gèneres i 36 espècies; d'elles, 17 pertanyen al gènere Cycloctenus i 12 a Toxopsiella. La seva distribució es redueix fonamentalment a la zona d'Austràlia i Nova Zelanda.

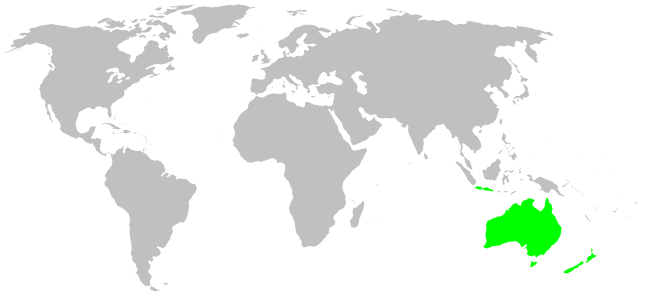
Mapa de distribució dels Cycloctenidae

## Cycloctenus
L. Koch, 1878
- Cycloctenus abyssinus Urquhart, 1889 (Nova Gal·les del Sud)
- Cycloctenus agilis Forster, 1979 (Nova Zelanda)
- Cycloctenus centralis Forster, 1979 (Nova Zelanda)
- Cycloctenus cryptophilus Hickman, 1981 (Tasmània)
- Cycloctenus duplex Forster, 1979 (Nova Zelanda)
- Cycloctenus fiordensis Forster, 1979 (Nova Zelanda)
- Cycloctenus flaviceps L. Koch, 1878 (Austràlia)
- Cycloctenus flavus Hickman, 1981 (Tasmània)
- Cycloctenus fugax Goyen, 1889 (Nova Zelanda)
- Cycloctenus infrequens Hickman, 1981 (Tasmània)
- Cycloctenus lepidus Urquhart, 1889 (Nova Zelanda)
- Cycloctenus montivagus Hickman, 1981 (Tasmània)
- Cycloctenus nelsonensis Forster, 1979 (Nova Zelanda)
- Cycloctenus paturau Forster, 1979 (Nova Zelanda)
- Cycloctenus pulcher Urquhart, 1890 (Nova Zelanda)
- Cycloctenus robustus (L. Koch, 1878) (Nova Gal·les del Sud)
- Cycloctenus Oestlandicus Forster, 1964 (Nova Zelanda)

## Galliena
Simon, 1898
- Galliena montigena Simon, 1898 (Java)

## Plectophanes
Bryant, 1935
- Plectophanes altus Forster, 1964 (Nova Zelanda)
- Plectophanes archeyi Forster, 1964 (Nova Zelanda)
- Plectophanes frontalis Bryant, 1935 (Nova Zelanda)
- Plectophanes hollowayae Forster, 1964 (Nova Zelanda)
- Plectophanes pilgrimi Forster, 1964 (Nova Zelanda)

## Toxopsiella
Forster, 1964
- Toxopsiella alpina Forster, 1964 (Nova Zelanda)
- Toxopsiella australis Forster, 1964 (Nova Zelanda)
- Toxopsiella centralis Forster, 1964 (Nova Zelanda)
- Toxopsiella dugdalei Forster, 1964 (Nova Zelanda)
- Toxopsiella horningi Forster, 1979 (Nova Zelanda)
- Toxopsiella lawrencei Forster, 1964 (Nova Zelanda) (espècie tipus)
- Toxopsiella medialis Forster, 1964 (Nova Zelanda)
- Toxopsiella minuta Forster, 1964 (Nova Zelanda)
- Toxopsiella nelsonensis Forster, 1979 (Nova Zelanda)
- Toxopsiella orientalis Forster, 1964 (Nova Zelanda)
- Toxopsiella parrotti Forster, 1964 (Nova Zelanda)
- Toxopsiella perplexa Forster, 1964 (Nova Zelanda)

## Uzakia
Uzakia Koçak & Kemal, 2008
- Uzakia unica (Forster, 1970) (Nova Zelanda)